# Железа полиакрилат
Желе́за полиакрила́т (феракрил) (Железа полиакрилат) — полимер, применяется в медицине как кровосвертывающее средство.
Химическая формула феракрила: (CH2—CHCOOH)m — (CH2CHCOOFex1/x)n. Это неполная железная соль полиакриловой кислоты.

## Физические свойства
В готовом виде представляет собой стеклообразные жёлто-коричневые пластинки или розоватый порошок; лекарственная форма феракрила — 1 % водный раствор — прозрачная розоватая жидкость с кислым вкусом, без запаха. Водный раствор выдерживает стерилизацию при температуре 120 °C. Стерилизованный раствор сохраняет свои свойства в течение двух лет.

## Фармакологические свойства
Полиакрилат железа останавливает кровотечения в 18-20 раз быстрее, чем при естественном свертывании крови. Кровоостанавливающий эффект основан на способности препарата создавать нерастворимые в воде поликомплексы с белками, содержащимися в крови.
Обладает антимикробным и локальным анестезирующим действием. Практически не имеет побочных эффектов.